# Den förlorade sonens återkomst (Rembrandt)
Den förlorade sonens återkomst är en oljemålning av Rembrandt, fullbordad 1669. Målningens motiv är taget från liknelsen om den förlorade sonen i Lukasevangeliets femtonde kapitel. Den förlorade sonen, som enligt texten har levt upp sitt arv med horor, ångrar sig och återvänder hem för att söka faderns förlåtelse. Ömt omfamnar fadern sin ångerfulle son, medan den andre sonen sammanbitet ser på.
Målningen, som uppvisar en tydlig klärobskyr, har sitt fokus på fadern och den förlorade sonen. I skuggorna låter Rembrandt ljuset lysa upp den andre sonens ansikte samt ansiktena hos de tre andra vittnena.